# Eucalyptus salicola
Eucalyptus salicola är en myrtenväxtart som beskrevs av Murray Ian Hill Brooker. Eucalyptus salicola ingår i släktet Eucalyptus och familjen myrtenväxter. Inga underarter finns listade i Catalogue of Life.